# New Kidney in Town
New Kidney in Town (titulado Un nuevo riñón en la ciudad en Hispanoamérica y Nuevo riñón en la ciudad en España) es el octavo episodio de la novena temporada de la serie Padre de familia emitido el 9 de enero de 2011 a través de FOX. La trama se centra en Peter, que después de beber una bebida casera con queroseno acaba sufriendo una insuficiencia renal por lo que necesita urgentemente un trasplante de riñones, sin embargo es incapaz de encontrar un donante compatible hasta que Brian se ofrece una vez demostrada su compatibilidad, desafortunadamente, el tamaño del mencionado órgano es muy pequeño en comparación con el de un humano, por lo que Peter necesitaría los dos, razón por lo que Brian debería sacrificarse. Por otro lado, Chris debe escribir un ensayo sobre la esperanza para recibir al Presidente Barack Obama, pero al ser incapaz, acaba plagiando a Meg.
El episodio está escrito por Matt Harrigan y Dave Willis y dirigido por Pete Michels. Las críticas al episodio fueron positivas en su mayoría por su argumento y referencias culturales. Según la cuota de pantalla, el episodio fue visto por 9,29 millones de televidentes el día de su emisión. Como artistas invitados prestan sus voces a sus respectivos personajes: Yvette Nicole Brown, Drew Carey, Gary Cole, Christine Lakin y Rachael MacFarlane entre otros.

## Argumento
Al ver a Peter exhausto al no poder dormir, Joe y Quagmire le sugiere que beba algún tipo de bebida energética para paliar su cansancio, cuando prueba su primer Red Bull, Peter, aparte de encontrarse más animado, se vuelve hiperactivo a causa de la adicción de la bebida para malestar de Lois que acaba deshaciéndose de las latas.
A pesar de su mujer, Peter se niega a abandonar su adicción al Red Bull y decide fabricar su propia bebida energética a la cual le añade queroseno, con el consecuente colapso de su organismo. Peter es llevado de urgencia al hospital, donde se le diagnostica una insuficiencia renal y es puesto en la lista de espera para recibir un riñón. Al no encontrar donantes, Peter debe someterse a una diálisis tres veces por semana, sin embargo acaba harto a la tercera semana y decide saltarse un día para estar con los amigos, como consecuencia, sufre ictericia y empieza a vomitar sangre. Lois, preocupada porque de esperar pueda ser tarde, se ofrece como donante, pero el Dr. Hartman le informa de que no es compatible con su marido. De pronto Brian se ofrece voluntario y tras someterse a las pruebas, estas dictaminan que es compatible con el receptor para alegría de todos hasta que el médico les informa de que debido al tamaño de los riñones del can, este debería donar los dos, lo que significaría la muerte de Brian a cambio de salvarle la vida a Peter.
Stewie al descubrir las intenciones de Brian, decide secuestrarle y llevarlo a un parque municipal con la esperanza de quedarse allí el resto de sus vidas. Brian le pide que le libere, puesto que la vida de su padre está en juego. Finalmente llega el día de la operación, y Brian sigue dispuesto a seguir adelante hasta que en la sala de operaciones entra Hartman dispuesto a darle su riñón al paciente al descubrir que es compatible.
Por otro lado, el presidente de los Estados Unidos Barack Obama llega a Quahog de visita, y en el instituto le es encomendado a Chris y sus compañeros escribir un ensayo sobre la esperanza. Al no saber que escribir, Meg empieza a dar su propia opinión sobre el tema, pero Chris acaba plagiando a su hermana y gana el ensayo para indignación de Meg. Finalmente los dos deciden leer el ensayo en el salón de actos y presentar al Presidente.

## Producción

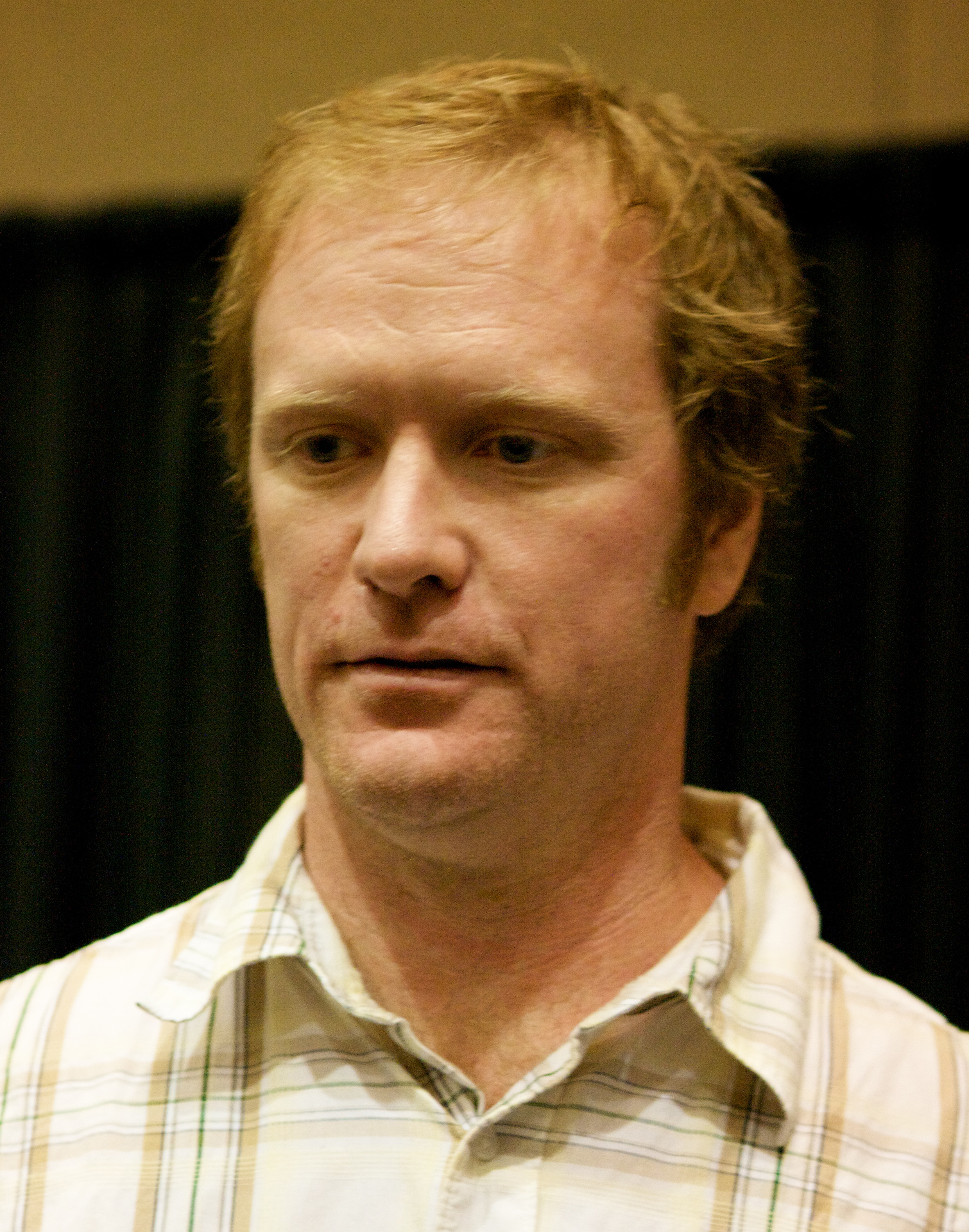
Dave Willis coguionista del episodio junto con Matt Harrigan.

New Kidney in Town fue escrito por el equipo de guionistas Williams Street: Dave Willis y Matt Harrigan siendo este su primer episodio en la serie. Anteriormente trabajaron en Aqua Teen Hunger Force, Space Ghost Coast to Coast, y Squidbillies, entre otras. El episodio fue dirigido por Pete Michels poco antes de la conclusión de la octava temporada siendo este su primer episodio de la temporada. Peter Shin y James Purdum, quienes anteriormente fueron directores de animación, fueron supervisores de dirección en el episodio junto con Alex Carter, Andrew Goldberg, Elaine Ko, Spencer Porter y Aaron Blitzstein como equipo de guionistas. El compositor Walter Murphy compuso la música para el episodio.
Aparte del reparto habitual, los actores Yvette Nicole Brown, Drew Carey, Gary Cole, Christine Lakin y Rachael MacFarlane fueron artistas invitados en el episodio. Los habituales John G. Brennan, Ralph Garman y los guionistas Danny Smith y John Viener hicieron colaboraciones menores.

## Referencias culturales

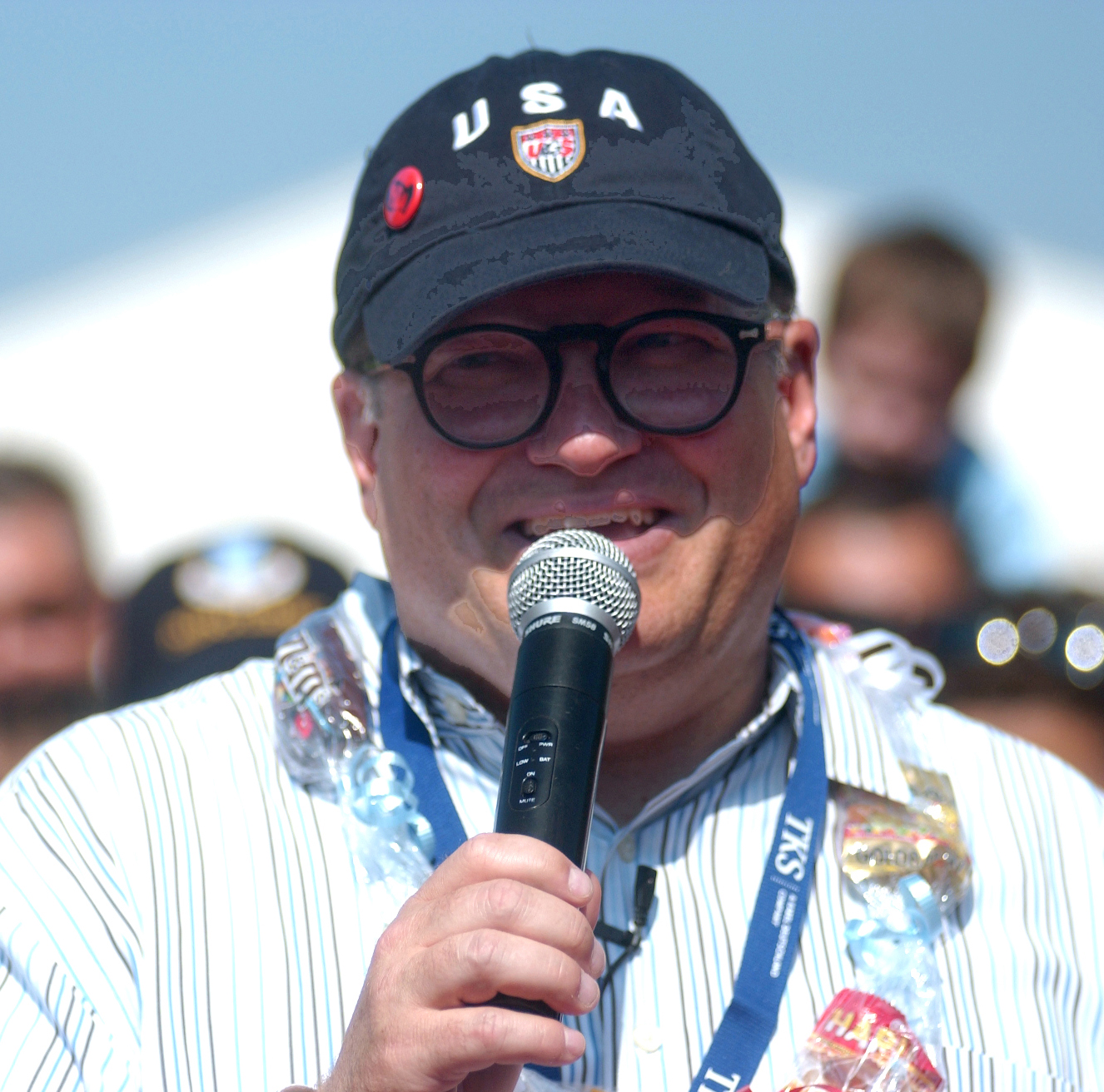
El actor cómico y presentador de la versión estadounidense del El precio justo apareció en el episodio como artista invitado.